# Patrick Singaïny
 (mars 2015).
Patrick Singaïny, né le 28 mai 1969 à St-Pierre de La Réunion, est un écrivain français, essayiste, théoricien de l'art et artiste contemporain, spécialisé dans le portrait dessiné.

## Biographie
Patrick Singaïny a étudié les arts et lettres au lycée Leconte de Lisle (Saint-Denis de La Réunion) et les arts à l'université de Picardie Jules-Verne à Amiens[réf. nécessaire].
Durant son séjour en Martinique de 2000 à 2009, il a été journaliste, éditorialiste économique, socio-politique et critique d'art à l'hebdomadaire Antilla[réf. nécessaire].
Durant les années 2010, à travers deux essais présentés de façon distincte et sous la forme de diptyques, il a mené un travail de réflexion autour de l'identité avec le penseur, médiologue et philosophe français Edgar Morin père de la pensée complexe, docteur honoris causa de plusieurs universités à travers le monde.
En tant que théoricien de l'art, il a contribué à la revue du laboratoire de recherches C.E.R.E.A.P. (Centre d'Études et de Recherches en Esthétique et Arts Plastiques en lien avec l'université Panthéon-Sorbonne Paris 1) dirigé par le professeur d'université et critique d'art Dominique Berthet.
Dans le même temps, il a commencé ses activités d'artiste contemporain en participant activement au collectif d'artistes Code Barre (l'association comptait à l'époque le guadeloupéen Henri Tauliaut et le martiniquais Hervé Beuze).

À partir de sa rencontre avec le poète et homme politique martiniquais Aimé Césaire en 2001, auquel il a consacré deux essais, Aimé Césaire pour toujours (Éditions Orphie, 2011) et Aimé Césaire, 10 ans déjà ! (Editions L'Esprit du Temps, 2018), il commence à se forger une pensée propre autour de l'identité, notamment à la suite d'une conversation à bâtons rompus sur le thème de la différenciation entre « origines et racines » : 
« Aujourd'hui, longtemps après cette rencontre, qui a éveillé une réunionnité enfin sereine, j'estime, cette fois avec une certaine prudence, que l'un ne peut s'appréhender sans l’autre, car il me semble que les origines (les apports des différents legs des immigrants) et la racine (la société en créolisation comme lieu d'enracinement) se nourrissent mutuellement. ».

Un an après, le penseur réunionnais précise sa pensée dans le diptyque La France une et multiculturelle publié en 2012 aux éditions Fayard et composé avec le penseur de la complexité Edgar Morin. Le propos principal de l'intellectuel est résumé dans le préambule qu'il a signé à la page 11 : 

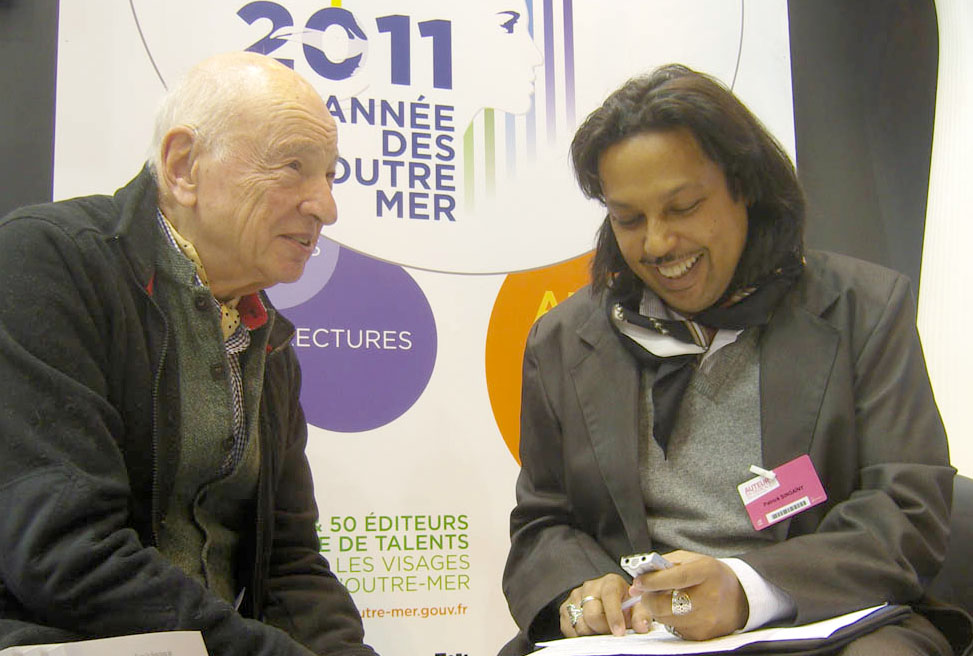
Avec Edgar Morin, au Salon du Livre de Paris en mars 2011.

« La France veut s'appartenir. La France des « Français de souche » désire faire reconnaître, sur son sol, sa prééminence face à ceux qui, certes, n'ont pas vocation à s'en prévaloir, mais qui font aussi la citoyenneté française d'aujourd'hui. Comment les concilier (comment ériger une France du XXIe siècle) ? Comment penser son vis-à-vis comme son semblable en France ? La question se pose de part et d'autre de la barrière de la francité. De la meilleure des réponses dépend la survie d'une civilisation française qui restera toujours à parfaire. Il faudra surveiller constamment l'équilibre de l'équation universelle qui la sous-tend et qui s'écrit comme suit : d'une part, la sauvegarde de l'apport du peuplement historique ; d'autre part, la poursuite de l'intégration de nouveaux citoyens et leurs apports additionnels et performatifs aux valeurs françaises. De ces personnes qui, en sus de leur culture d'origine, nourrissent une identité française composite, la France aura toujours besoin pour sauvegarder sa vivance et garantir sa modernité civilisationnelle, afin de conserver sa place et son rang dans les hauteurs de la nomenclature mondiale. Comme dans toute équation, la première partie est dépendante de l'autre. Et vice versa. »
En 2018, dans une longue tribune publiée le 18 juin dans le Quotidien de La Réunion intitulée « Comprendre qui nous sommes », Patrick Singaïny approfondit cette équation en ayant déterminé la période de cristallisation identitaire de la société réunionnaise : de la fin du travail forcé (l'arrêt du servilisme ou de l'engagisme) vers 1933, à la fin de la seconde guerre mondiale et les débuts de la départementalisation décrété en 1946. Pour le penseur, la réunionnisation a émergé pendant cette période, où l'île a été complètement isolée et confrontée à la faim, la maladie et l’extrême pauvreté, contraignant les habitants à s’entraider en dépit des différences sociales, ethniques et religieuses.  

En 2019, il publie Réunionnité via Pondichéry aux éditions L'Esprit du Temps, un récit initiatique doublé d’un essai qui résulte d’un court voyage dans cette ville qui fut possession française. Patrick Singaïny s'y était rendu pour notamment honorer une ancienne promesse faite à son grand-père paternel et tenter de renouveler sa pensée (p. 17 et 46). Il découvre qu'en Inde le banian du Bengale peut proliférer librement sur un grand espace. Un arbre hors du commun qui peut atteindre la taille de deux terrains de football et dont les branches deviennent troncs. Son approche de l'identité s'en trouve ainsi approfondie lorsqu’il observe que le banian gigantesque peut avoir perdu son tronc principal. Il en fait alors une parabole philosophique en décrivant la partie ancrée de l’identité comme pouvant être agie par des ramifications insoupçonnées situées dans de nombreux autres pays, abolissant ainsi la surdétermination de la seule origine. Il conclut sa réflexion, à la page 50, en établissant un concept nouveau sous la forme d’un néologisme : la Banyalisation.
« Toute société est devenue un banian du Bengale. Un arbre proliférant sur plusieurs espaces en s'appuyant sur ses différents et nombreux troncs. Un arbre, au début territorialisé dans les croisements de segments de frontières, hier dans ceux d'un état, avant- hier dans ceux d'une nation ou, depuis les temps reculés, dans ceux d'un territoire trop souvent redessinés imprudemment et dangereusement, notamment à l'issue des colonisations occidentales. Mais de nos jours, à l'ère de la numérisation de la planète, toutes les sociétés sont et seront obligées de constater que ses éléments constitutifs enjambent les océans, que ce soit réellement ou virtuellement. Cependant, aucune ne saurait oublier qu'il y a eu un début fondamental doublé d'un enracinement premier, tout aussi déterminant que la part relevant du processus de créolisation à laquelle la planète est confrontée depuis les débuts de la première mondialisation la colonisation. La créolisation n'est ni une réinvention, ni un syncrétisme : elle produit du nouveau et de l'imprévisible à partir de traces résiduelles de la mémoire des origines lointaines et des influences contemporaines. L'existence, dans notre monde-banian, est ainsi rendue difficile quand l'identité première - tellurique - et l'identité seconde - aérienne - ne peuvent être reliées en l'individu, et que toutes deux créent ainsi un conflit et un sentiment irrémédiable de perte de valeurs. »

## L'art de Patrick Singaïny: de l'installationnisme au dessin contemporain à l'heure de l'IA
En 2000, dans le groupe d'artistes contemporains Code Barre, Patrick Singaïny introduit l’esthétique du dépassement à travers leurs installations au Fort Delgrès à Basse-Terre en Guadeloupe.  Un lieu hautement chargé d’histoire où Louis Delgrès et ses 300 compagnons se sont battus jusqu’à la mort contre le rétablissement de l’esclavage par Napoléon. Pour l’artiste contemporain réunionnais, il s'agissait de dépasser les schémas mentaux hérités de l’esclavage et de la colonisation, ainsi que le rapporte France-Antilles Martinique le 20 novembre 2000 :
« Patrick Singaïny a installé un dispositif de deuil pour permettre au visiteur du Fort Delgrès de faire rupture avec ses souffrances relatives à son identité d’héritier du monde traumatique de la plantation, que l’artiste invoque par le biais d'un écrit salvateur, qui fait intervenir 3 textes présentés ensemble : celui de Roger de Jaham daté de 1998 reconnaissant, à travers la signature des 400 familles de Békés (descendants des esclavagistes), le caractère déshumanisant de l'esclavage, le texte de Christiane Taubira daté de 1999 qui faisait reconnaître à l'État Français l'esclavage comme crime contre l'humanité, et le texte de Patrick Chamoiseau daté de 2000 intitulé « De l’esclavage à la réparation ». […] Concrètement, il était demandé aux visiteurs de mettre en mot leurs souffrances et de les brûler dans un réceptacle installé dans le mur du fort ».
En 2001, Patrick Singaïny introduit dans la revue du CEREAP ce qu'il appelle l'esthétique de l'agir déjà expérimentée et décrite lors de l’investissement du Fort Delgrès, en travaillant avec les artistes contemporains Alexandre Cadet-Petit et Monique Monteil. Avec l’aide de stagiaires, les artistes collaborent à une installation doublée d'une performance transgressive au cœur de Fort-de-France, à laquelle les foyalais étaient invités à participer joyeusement. L'esthétique de l’agir est d’ailleurs évoquée par les différents protagonistes dans le numéro 7 de la revue du CEREAP (IV - Réflexions d'artistes, Alexandre Cadet-Petit et Monique Monteil, l'esthétique de l'agir, entretien avec Dominique Berthet et Patrick Singaïny).
En 2013, à La Réunion, à partir des images fantomatiques de l'artiste photographe Séverine Chauveau alors établie à La Réunion depuis plus de 20 ans et personnellement sensible à la problématique de la mémoire, il détermine ce qu'il nomme une esthétique du Futur Antérieur à travers la série Images hantées, anté-images dans le livre éponyme, publié aux éditions Azalées.
Patrick Singaïny confère une autre dimension à ces images, qui, selon lui, présentent un entre-deux (entre ce qui était là et ce qui ne l’est plus). Pour le théoricien de l’art, à cause de l'indécision temporelle et de la charge mémorielle, il s’agit d’un autre type d'image, qu'il nomme « image complexe » en 2015, lors d’une conférence donnée au colloque organisé par l'ESA (École supérieure d'art de La Réunion) intitulé « L'image et son dehors : contours, transitions, transformations ».

A travers l'œuvre de Séverine Chauveau, Patrick Singaïny a également l'occasion de montrer qu'une œuvre réunionnaise peut être réalisée par une personne d’une autre culture :
« […] la réunionnité peut être exprimée par des personnes culturellement étrangères qui auront compris et assimilé dans leur cœur les ressorts fondateurs hérités du peuplement historique. Je crois que c'est le cas de Séverine Chauveau. Si son œuvre n’est pas le fait d’une personne de culture réunionnaise, elle est profondément d'ici, s’y enracine même, et me paraît être un vecteur artistique important. ». 

En décembre 2013, Patrick Singaïny s'empare du phare de Sainte-Suzanne, seule phare encore érigé à La Réunion, pour en faire à demeure un monument à la personnalité réunionnaise et à la fraternité nationale. Il y fait apposer une vitrophanie qui montre le drapeau régional réunionnais s’illuminant la nuit quand la lampe du phare vient l’éclairer, ainsi que les couleurs de la France projetées de la base du monument. Une installation financée par la CINOR et validée par le centre des affaires maritimes ainsi que l'architecte des Bâtiments de France. Pierre-Yves Versini rapporte dans le Quotidien de La Réunion du 16 décembre 2013 ces propos de l’artiste : 

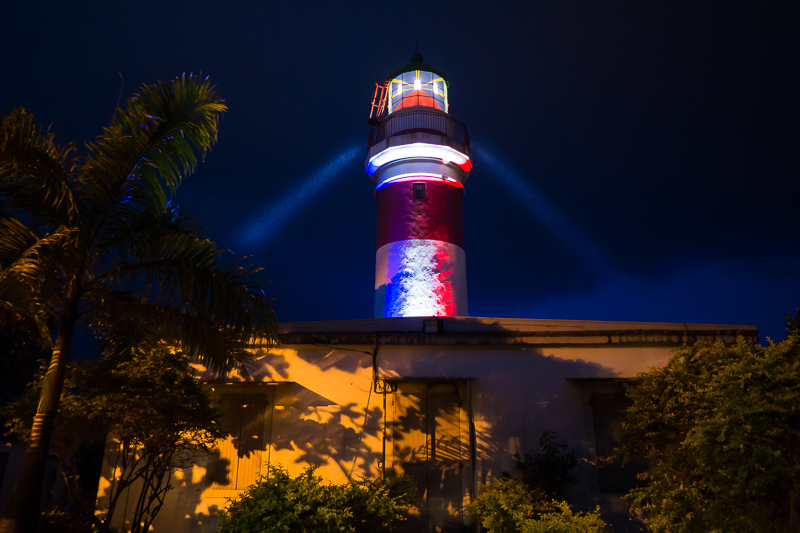
Œuvre de Patrick Singaïny, livrée le 18 décembre 2013 à Sainte-Suzann

« Jusqu’ici, quand la lumière du phare éclairait du côté de la zone terrestre, son rayon éblouissant rencontrait un adhésif opaque destiné à empêcher que le voisinage soit gêné par son éclat. Ainsi, explique-t-il, quand le phare indique à ceux du large la meilleure voie, il fait de même à ceux qui, sur terre, se tournent vers lui. […] Le drapeau réunionnais associé aux couleurs de La République dessine non seulement une nation aux identités plurielles qu’à la Réunion nous vivions depuis plusieurs décennies, mais aussi une France du XXIe siècle ». 
.
En 2024, interpellé par le développement rapide de l'IA générative d'images et de la perte du dessin comme art, Patrick Singaïny réalise une série de portraits dessinés en hommage aux travaux des plus grands portraitistes de l’art occidental (Léonard de Vinci, Vermeer, Rembrandt, etc.). Il rédige un court essai disponible gratuitement en ligne pour défendre une pratique propre à Sapiens (le dessin qui sollicite tout le corps à travers la main), mais aussi et surtout pour préserver la prééminence du don du dessin. Il fait ainsi la proposition de sanctuariser l'art du trait de l'humain - le dessin -, afin de lui conférer un statut unique, de par son caractère sacré. L'artiste propose ainsi d'ériger le dessin dûment réalisé par la seule main de l'humain au rang du patrimoine immatériel de l'humanité.
La technique du portrait dessiné de Patrick Singaïny tire parti, explique-t-il[Où ?], de celle de Jean-Auguste-Dominique Ingres, du goût de l'inachèvement de Léonard de Vinci, et de la conception de Shitao de l'Unique Trait, un peintre-philosophe du XVIIe siècle chinois.

## Essais
- Aimé Césaire, pour toujours, éditions Orphie, mars 2011
- La France une et multiculturelle, éditions Fayard, avec Edgar Morin, mai 2012
- Images hantées, anté-images, éditions Azalées, avec Séverine Chauveau, mars 2013
- Avant, pendant et après le 11 janvier, éditions de l'Aube, avec Edgar Morin, mars 2015
- Aimé Césaire, 10 ans déjà, éditions L'Esprit du Temps, avec Ina Césaire, mai 2018
- Réunionnité via Pondichery, éditions L'Esprit du Temps, octobre 2019